# Briou (rivière)
Pour les articles homonymes, voir Briou (homonymie).
Le Briou est une rivière de l’ouest de la France et un affluent de l'Antenne, donc un sous-affluent de la Charente. Elle arrose le département de la Charente-Maritime, dans la région Nouvelle-Aquitaine.

## Géographie
De 24,5 km de longueur, le ruisseau du Briou prend sa source en Charente-Maritime au nord-est du bourg de la commune de Bresdon. Il traverse plein ouest passant par les bourgs de Saint-Ouen et des Rivières (commune de Saint-Ouen-la-Thène), puis le nord du territoire de la commune de Siecq, le bourg de Massac, Haimps et Fresneau.
Il entre alors par l’ouest dans le territoire de la commune de Matha et tourne vers le sud et suite la frontière entre les communes de Matha et de Sonnac.

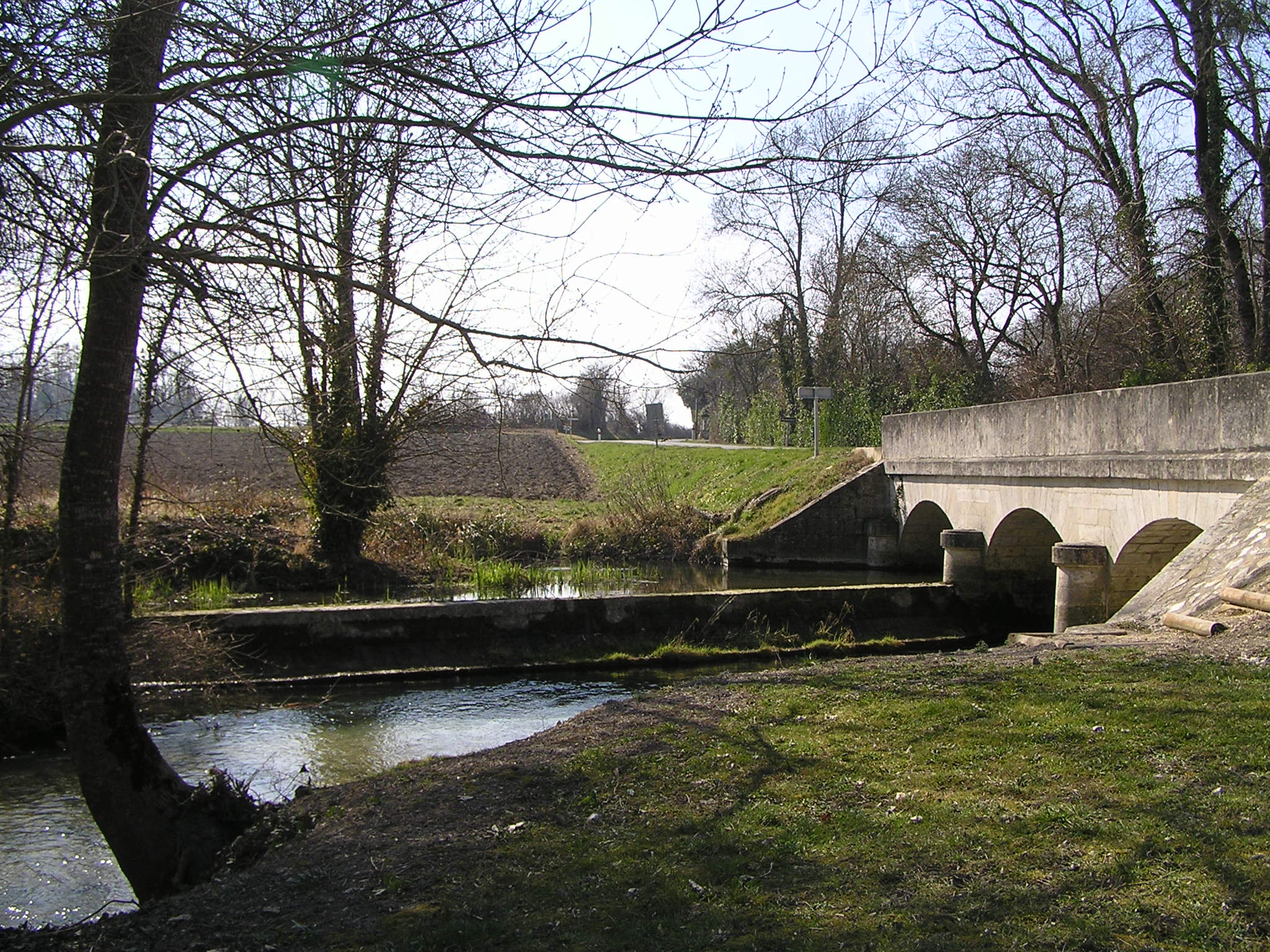
Confluence du Briou et de l'Antenne à Prignac.

Il continue vers le sud pour traverser la commune de Thors puis reprend plein ouest pour traverser Mons. Il rejoint l’Antenne au sud du bourg de la commune de Prignac.

### Principale villes traversées
- Charente-Maritime : Saint-Ouen-la-Thène, Massac, Haimps, Thors, Prignac.

### Communes et cantons traversés
Dans le seul département de la Charente-Maritime, le Briou traverse les dix communes suivantes, de Siecq, Sonnac, Prignac, Thors, Mons, Haimps, Bresdon, Matha, Saint-Ouen-la-Thène, Massac.

### Bassin versant
Le Briou traverse une seule zone hydrographique Le Briou (R322) de 76 km2 de superficie. Ce bassin versant est constitué à 90,55 % de « territoires agricoles », à 6,09 % de « forêts et milieux semi-naturels », à 3,13 % de « territoires artificialisés ». 

## Principaux affluents
Deux petits ruisseaux, tous les deux nommés la Node, d'une longueur de 1,7 km (à Mons) et 3,3 km (à Massac), se jettent dans le Briou.
Il est grossi par les sources :
- Les fontaines de Charlemagne à Bresdon
- La Grand Fosse à Haimps
- Fontaine du Merle Blanc à Fresneau (Haimps)
- Font de Briou à Matha

Donc son rang de Strahler est de deux.

## Aménagements et écologie

### Moulins

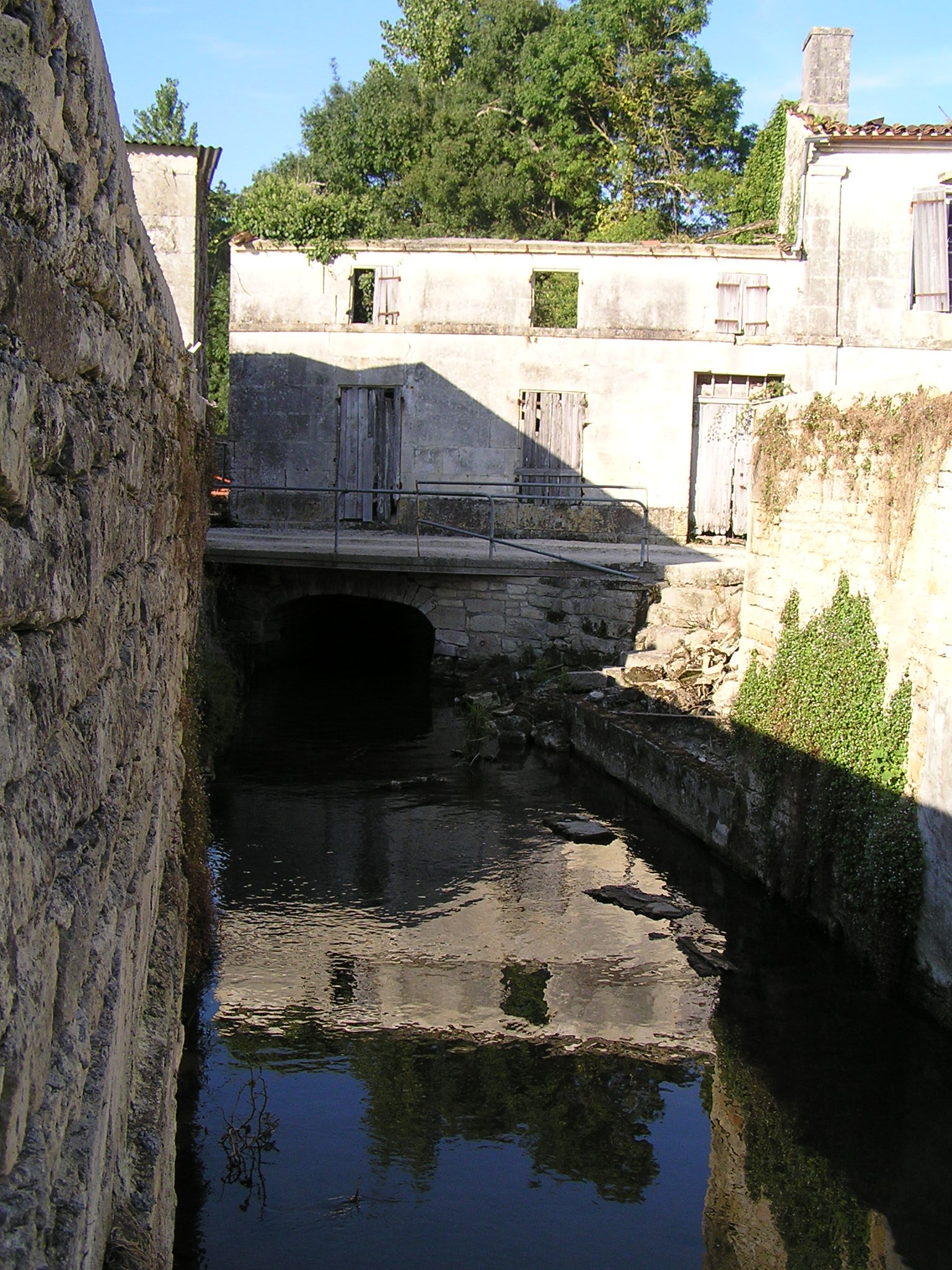
Moulin de la Vrignole à Mons sur le Briou affluent de l'Antenne

De nombreux moulins ont été construits le long du Briou. Certains ne sont que des souvenirs d'archives, mais on recense encore dix moulins sur le Briou :
- à Bresdon :
  - Le moulin du Breuil
  - Le moulin de Vinageville
- à Saint-Ouen-la-Thène :
  - Le moulin de Regret qui appartenait à la Commanderie de Beauvais
  - Le moulin de Pairin
- à Massac :
  - Le moulin de Fondouce attesté en 1458
  - Le moulin blanc, le moulin Adviaut totalement disparus
- à Siecq :
  - Le moulin noir et le moulin blanc qui appartenaient à la Commanderie de Beauvais avec en 1729 une redevance annuelle de « 300 truffes de grosseur raisonnable »
- à Haimps :
  - Le moulin du Cluzeau attesté dès 1525
  - Le moulin du Fresneau ou moulin des Rentes
  - Des moulins aux lieux-dits les champs des moulins et la Nougerée
- à Sonnac :
  - Les deux moulins de Sonnac et le moulin du Treuil[réf. nécessaire]
- à Thors :
  - Le moulin de Chasserat